# Transport kolejowy w Ghanie

Mapa sieci kolejowej Ghany (2011)

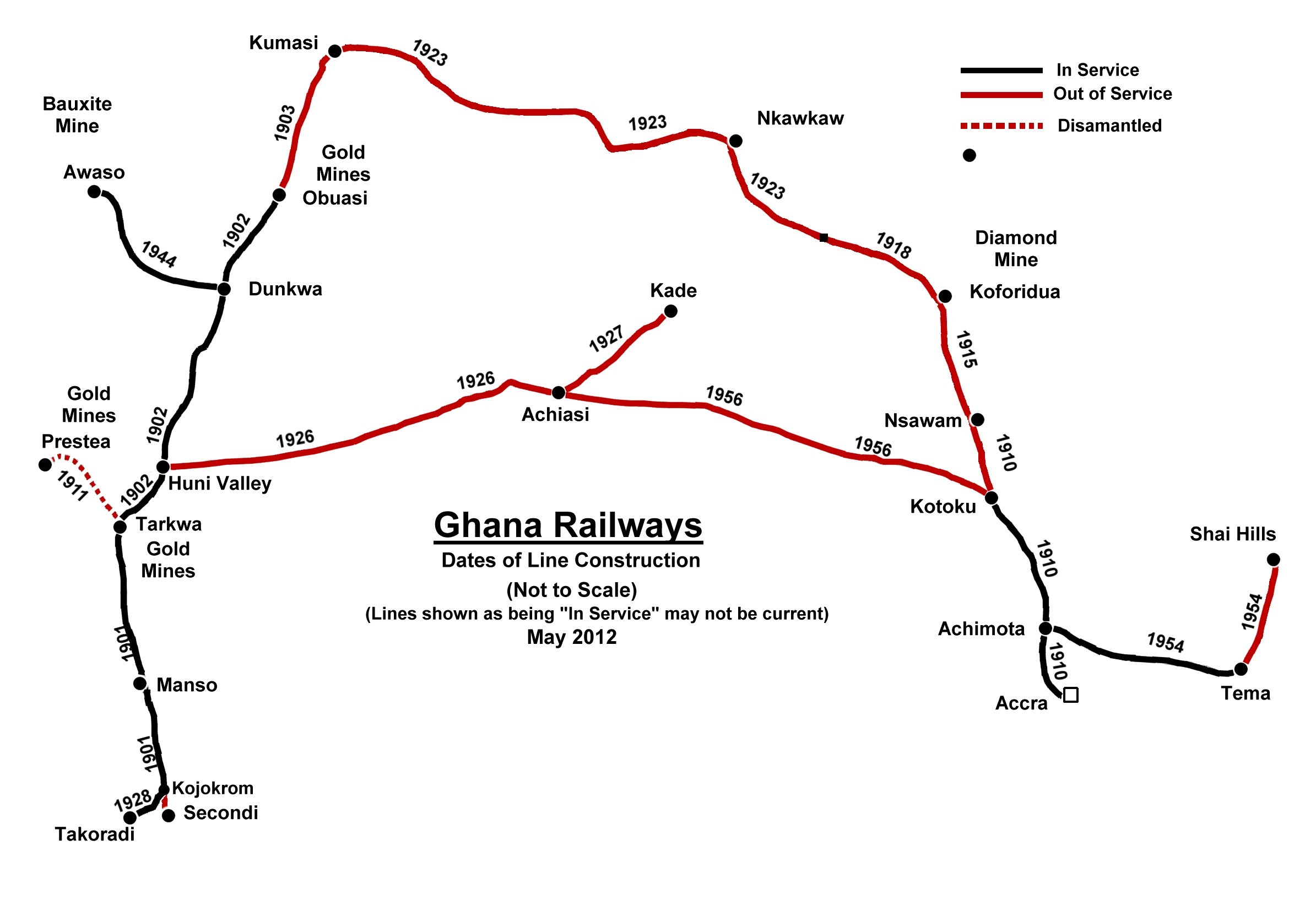
Mapa przedstawiająca rozwój kolei w Ghanie w latach 1901–2012

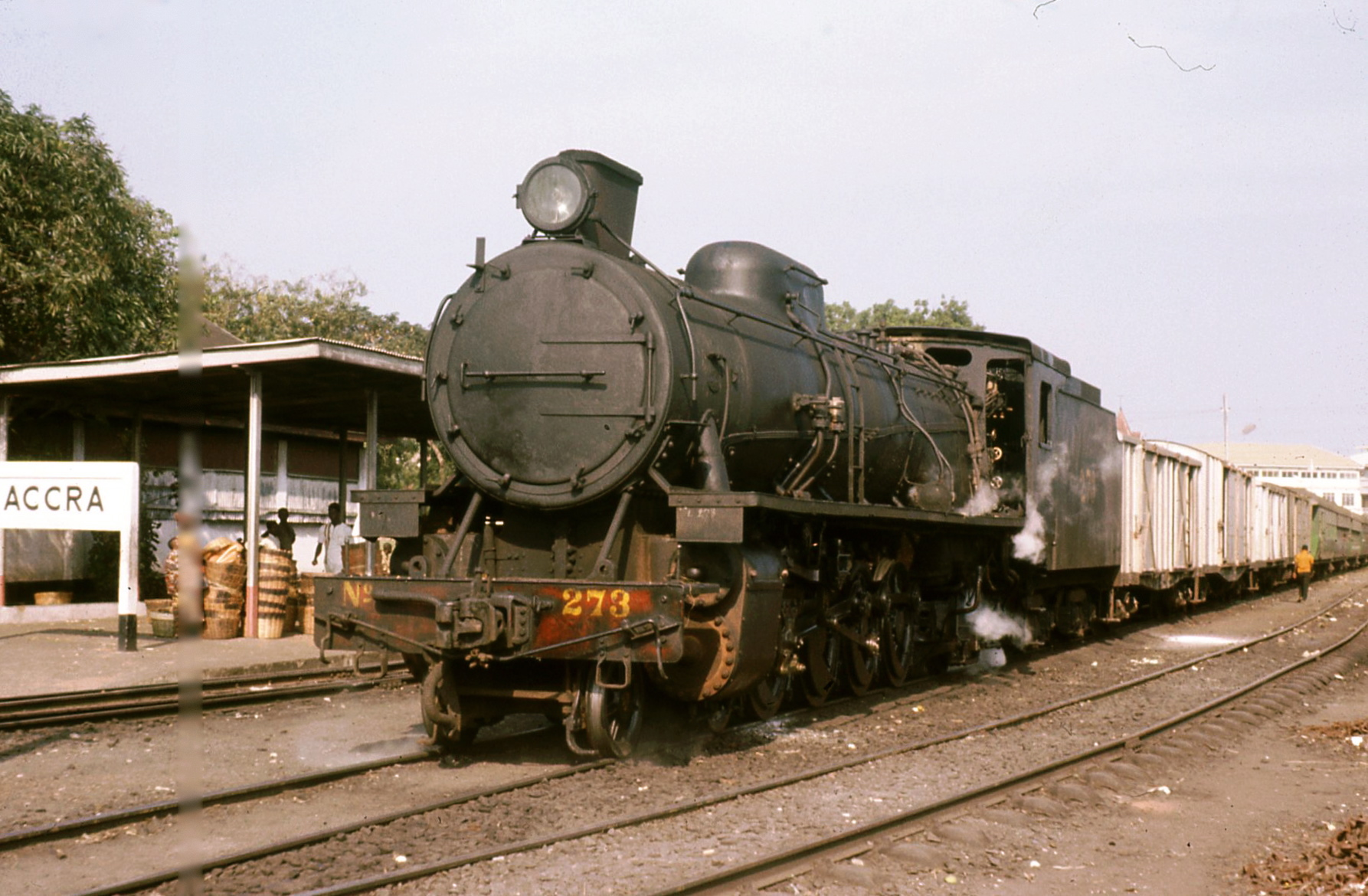
Parowóz z pociągiem w Akrze w 1974 roku

Transport kolejowy w Ghanie – system transportu kolejowego działający na terenie Ghany.
W Ghanie istnieje 947 km linii kolejowych. Wszystkie są niezelektryfikowane. Linie mają przylądkowy (wąski) rozstaw szyn – 1067 mm. Państwowy przewoźnik to Ghana Railway Company.

## Infrastruktura
Sieć kolejowa Ghany, o łącznej długości 947 kilometrów szlaków i łącznej długości torów 1300 kilometrów, składa się z:
- linii zachodniej o długości 373,8 km z Takoradi do Kumasi, z odgałęzieniami: z Takoradi do Prestey, z Dunkwy do Awaso(inne języki) i z Sekondi do Kojokrom(inne języki),
- linii centralnej o długości 239 km z Huni Vallay do Kotoku(inne języki), z odgałęzieniem z Achiasi(inne języki) do Kade,
- linii wschodniej o długości 330 km z Akry do Kumasi, z odgałęzieniem z Achimota(inne języki) do Tema,
- linii Tema – Mpakadan (normalnotorowa, otwarta w 2022 r.)[3]

## Historia
Budowę kolei w Ghanie rozpoczęto w 1898 roku. Pierwszy odcinek o długości 66 kilometrów z Sekondi do Tarkwy został otwarty w 1901 roku.

## Inwestycje
W 2022 roku rozpoczęto modernizację linii zachodniej. Linia zostanie przebudowana na normalnotorową.
W 2024 roku do Ghany dostarczono 1 z 12 spalinowych zespołów trakcyjnych Pesa Link. Składy obsłużą nową linię kolejową Tema – Mpakadan.